# Marcel Morimont
Marcel Charles Alphonse Morimont (Gent, 9 juni 1886 - onbekend) was een  roeier uit België en was lid van de Koninklijke Roeivereniging Club Gent. Hij nam deel aan de Olympische Spelen en won hierbij een zilveren medaille.

## Loopbaan
Morimont werd als onderdeel van de acht met stuurman van de Club Nautique de Gand driemaal Europees kampioen. Hij nam deel aan de Olympische Spelen van 1908 in Londen als onderdeel van de acht met stuurman van zijn club. Hij behaalde een zilveren medaille.
Morimont werd burgerlijk ingenieur en promoveerde in 1929 tot doctor in de speciale wetenschappen aan de Universiteit Gent. In 1932 werd hij benoemd tot secretaris-generaal van de Belgische Kamer van Koophandel in Parijs.

## Palmares

### acht
- 1906:  BK
- 1906:  EK in Pallanza
- 1907:  BK
- 1907:  EK in Straatsburg/Kehl
- 1908:  BK
- 1908:  EK in Luzern
- 1908:  OS in Londen